# Alfa (pera)
Alfa es el nombre de una variedad cultivar de pera europea Pyrus communis. Esta pera oriunda de República Checa se crio en la « Estación Experimental Agraria de Techobuzice » por J. Bouma, registrada en 1995 como variedad club para su cultivo comercial. Proviene de una plántula de semilla de 'Bonne Louise d'Avranches' obtenida después de una polinización libre. Las frutas tienen una pulpa de color blanco, textura en principio crujiente madura a cremosa, jugosa, delicada, mantecosa, sabrosa.

## Sinonimia
- "Hrušeň Alfa (TE598)",
- "Pera Alfa (TE598)",[4][5]
- "Grusza Alfa (TE598)".

## Historia
La pera 'Alfa' es oriunda de República Checa se crio en la « Estación Experimental Agraria de Techobuzice » por J. Bouma, registrada en 1995 como variedad club para su cultivo comercial con los derechos de producción y explotación protegidos. Proviene de una plántula de semilla de 'Bonne Louise d'Avranches' obtenida después de una polinización libre.
'Alfa' es una variedad de ámbito comercial clasificada como de mesa y cultivada en Polonia y la República Checa.

## Características
El peral de la variedad 'Alfa' tiene un vigor fuerte; árbol con hábito de formación de copas cónicas estrechas, de densidad media con una gran cantidad de brotes. Tiene un tiempo de floración con flores blancas que comienza a partir del mes de abril; empieza a dar fruto temprano y da fruto abundante y anual; variedad útil para huertos intensivos, sin embargo se debe injertar sobre un membrillo.
La variedad de pera 'Alfa'  tiene una talla de fruto de gran calibre (promedio 200 g); forma cónica alargada, a veces tan ancho como alto, con cuello algo acentuado asimétrico, contorno más bien regular, nervaduras ausentes; piel lisa, poco brillante, epidermis con color de fondo amarillo verdoso cuando madura a amarillo claro, con un sobre color ausente, aunque puede presentar un muy ligero rubor rosado de la epidermis sobre todo en el lado expuesto al sol, exhibe un punteado abundante de lenticelas visibles, "russeting" (pardeamiento áspero superficial que presentan algunas variedades) muy débil a débil (1-15 %); pedúnculo largo y robusto, de color marrón oscuro, de inserción oblicua en una cavidad peduncular inexistente, con un abultamiento lateral donde se une al pedúnculo; anchura de la cavidad calicina pequeña y poco profunda, a veces moderadamente profunda, y con un borde elevado; ojo entreabierto o abierto. Sépalos largos, cerrados o semicerrados, ligeramente carnosos en su base.
Carne de color blanco; textura en principio crujiente madura a cremosa, jugosa, delicada, mantecosa, sabrosa. Una pera muy buena para postre.
La pera 'Alfa' tiene una época de maduración y recolección a mediados de agosto y durante este tiempo toleran bastante bien el transporte.
Se pueden guardar en una instalación de almacenamiento durante aproximadamente 2-3 semanas y en una cámara frigorífica hasta finales de septiembre.

## Polinización
Esta variedad es semifértil (es buen polinizador de otros árboles pero para sí mismo necesita de otros árboles sean polinizadores), su producción se verá favorecida por la presencia de variedades polinizadoras como: 'Červencová', 'Laura', 'Blanka', 'Dita', 'Konvert' entre otros muchos.

## Pros y contras
- Ventajas : fruta atractiva, resistencia a enfermedades y heladas.
- Desventajas : requiere un protector intermedio para su transporte, la fruta es susceptible a magulladuras cuando está completamente madura.[2][8]